# Donatella Versace
Donatella Francesca Versace (n. 2 mai 1955, Reggio Calabria, Italia) este un designer italian, cunoscută îndeosebi pentru legăturile cu casa de modă Versace, moștenită de la fratele mai mare, Gianni Versace. Donatella deține azi 20% din acțiunile Versace, este directorul de creație al casei și supervizează toate colecțiile couture.
Cea mai mică dintre copiii familiei Versace, născută în Reggio Calabria, Donatella a studiat design în Florența și plănuia o carieră în PR la casa de modă a lui Gianni, deja cunoscută în anii '80. Numai că fratele mai mare avea alte planuri pentru ea: o considera „muza și criticul său” și, după ce i-a dedicat parfumul Blonde, a numit-o director de creație al liniei Versus, gândită pentru publicul tânăr și parte din casa Versace.

## Carieră
La mijlocul anilor 1970, Donatella și-a urmat fratele mai mare, Giovanni ("Gianni"), să urmeze designul tricotului în Florența, Italia. Ea plănuise să lucreze pentru fratele ei în departamentul de relații publice, dar era mai valoroasă pentru el ca "muză și critic", potrivit ei în timpul unui interviu acordat lui Vogue [7]. Prin apropierea de întreprinderile fratelui ei, ea a intrat în lumea modei. În anii 1980, Gianni a lansat un parfum dedicat ei, Blondă, și i-a dat propria ei etichetă, Versus.
La 18 iulie 1998, la un an și la trei zile după moartea lui Gianni, Donatella Versace și-a montat primul spectacol de couture pentru atelierul Versace de la Hotelul Ritz Paris. Ea și-a construit pistele peste piscina hotelului, așa cum fratele ei făcuse în fiecare an, deși de această dată folosea sticlă pură. În prezent, ea supraveghează producția de duzină de colecții în fiecare an, deși în aceste zile este la fel de faimoasă pentru anturajul celebrităților sale și petrecerile ale căror oaspeți obișnuiți includ Sir Elton John, Liz Hurley, Catherine Zeta-Jones și Kate Moss. Chiar și Prințul Charles participă la petrecerile lui Donatella pentru celebrul și elita din Europa. [Citare necesare]
În curând s-a dovedit a fi importantă pentru Versace PR și a răspândit numele în toată Europa și în majoritatea Statelor Unite. A pus Jennifer Lopez, Madonna, Courtney Love, Christina Aguilera, Jonathan Rhys Meyers, Demi Moore și Lady Gaga cu respect în sectorul publicitar Versace, făcându-i pe ei și alte celebrități precum Beyoncé și Jan Jones personajele și imaginile de Versace. Popularitatea ei a crescut atunci când a proiectat Versace Green Dress, cunoscută și sub numele de "Jungle-Dress", purtată de Jennifer Lopez la Grammy. Compania a creat stațiunea Palazzo Versace pe coasta de aur a Australiei. Burj al-Arab, din Dubai, Emiratele Arabe Unite (EAU), are o colecție largă de mobilier Versace și lenjerie de pat în camerele sale scumpe și generoase.

## Premii
În 2008, Donatella a primit premiul FGI Superstar [3]. Glamour a numit-o Designer-ul de modă al anului 2012 și 2016 și Femeia Anului în 2010. [4] [5]
În 2010, activitatea de caritate a lui Donatella a adus o nominalizare la Do Something With Style Award de la premiile VH1 Do Something Awards. Ea a fost nominalizată pentru furnizarea de obiecte de artă copiilor și pentru crearea unei pungi tote, a cărei încasări ar merge la Starlight și ONE Foundations. Premiile de premii, produse de VH1, au onorat oameni care fac bine și au fost alimentați [vagi] de Do Something, o organizație care urmărește să împuternicească, să sărbătorească și să inspire tinerii [9].
În 2017, Donatella a fost decorată cu premiul Fashion Icon of the Year la premiile The Fashion Awards din cadrul Consiliului britanic de modă [10]. Ea a devenit prima femeie care a fost desemnată ca Designer of the Year la Premiile 2018 GQ Men of the Year în Marea Britanie și în China. [11] [12] În același an, a primit premiul International CFDA și a fost onorat la premiile Green Carpet Awards pentru munca sa de sustenabilitate [13]. [14] În noiembrie 2018, Donatella a primit premiul Fashion Icon la GQ Awards Berlin [15].

## Viața personală
Versace și fostul ei soț, modelul american Paul Beck au doi copii: fiica Allegra Versace Beck (născută la 30 iunie 1986) și fiul său Daniel Versace (născut în 1989). Cathy Horyn descrie vizitarea apartamentului din Milano în 1996: "A fost un loc luxos, camera de zi făcută în Versace, dar era și o casă frumoasă și feminină". Donatella era la acea vreme în droguri și un fumător greu. [16]
Fratele ei, Gianni Versace, a fost ucis pe 15 iulie 1997, în afara casei Casa Casuarina, cunoscută și sub numele de Versace Mansion, în Miami, Florida. În urma crimelor extrem de publicate și a urmăririi penale, cea mai mare parte a familiei Versace, inclusiv Donatella, s-a mutat temporar într-o stațiune privată izolată din Caraibe.
Fiica lui Donatella Allegra a moștenit 50% din întregul stoc al lui Versace după moartea lui Gianni [18]. Ea este patronul Fundației Elton John AIDS [19].
Ea a fost convinsă să-și vopsească părul blond la doar 11 ani de la Gianni, pentru că era un mare fan al cântăreței italiene Patty Pravo.